# Internationale Jacob-Böhme-Gesellschaft
Die Internationale Jacob-Böhme-Gesellschaft ist eine literarische und kulturwissenschaftliche Gesellschaft, die das Werk und die Wirkung Jacob Böhmes erforscht und fördert.

## Aufgaben und Ziele
Die in Görlitz/Oberlausitz ansässige Internationale Jacob Böhme-Gesellschaft widmet sich der wissenschaftlichen und nicht wissenschaftlichen Auseinandersetzung mit Werk und Wirkung des Mystikers, Theologen und Philosophen Jacob Böhme (1575–1624), den der Philosoph Hegel als ‘den ersten deutschen Philosophen’ bezeichnet hatte, der vor allem in der Romantik und im Deutschen Idealismus (Schelling), aber auch in Osteuropa, Amerika und Frankreich stark beachtet wurde, und der als holistischer, nicht-materialistischer Denker auch in zeitgenössischen geschichts- und naturphilosophischen sowie erkenntnistheoretischen Kontexten verstärkt Beachtung findet.
Die Erforschung und Darstellung von Böhmes Lehre, seiner Schriften, seiner Quellen und Nachwirkung sowie der historischen Umstände seines Lebens, aber auch die künstlerische Rezeption seines Werkes bilden Schwerpunkte der Arbeit der Internationalen Jacob Böhme-Gesellschaft.
Die Internationale Jacob Böhme-Gesellschaft steht hierzu in engem Kontakt mit der Oberlausitzische Bibliothek der Wissenschaften in Görlitz, die mit ihrer umfangreichen Sammlung an Böhme-Ausgaben und Forschungsliteratur vor Ort ideale Voraussetzungen bietet sowohl für die Auseinandersetzung mit Fragen der Philologie als auch für die Vertiefung in Einzelaspekte der Böhmeschen Lehre.
Die Arbeit der Internationalen Jacob Böhme-Gesellschaft umfasst speziell Veröffentlichungen von und über Böhme, Vorlesungen und wissenschaftliche Vortragstätigkeit, Symposien zu Werk und Wirkung, Einführungen in die Lehren Böhmes, und die Förderung und Dokumentation künstlerischer (u. a. dichterischer und musikalischer) Werke, die von Jacob Böhmes Schriften und Leben inspiriert wurden.
Die Gesellschaft dokumentiert ihre Arbeit auf ihrer Webseite und gibt einen über aktuelle Veranstaltungen und Veröffentlichungen informierenden Newsletter heraus.

## Geschichte
Die im Jahr 2001 gegründete Internationale Jacob Böhme Gesellschaft (vormals Internationales Jacob-Böhme-Institut) wurde als wissenschaftliche und literarische Gesellschaft seit ihrer Gründung wesentlich von dem Engagement von Böhme-Freunden, -Liebhabern und -Verehrern im In- und Ausland getragen.
Ihr Sitz in dem im deutsch-polnisch-tschechischen Dreiländereck gelegenen Görlitz, dem Ort, wo der Mystiker und Theologe Jacob Böhme den größten Teil seines Lebens verbrachte, erleichtert die internationale Zusammenarbeit mit Böhme-Freunden in Mittel- und Ostmitteleuropa. Zu den gründenden und prägenden Mitgliedern der Gesellschaft gehören:  Dietmar Reichel †,  Karol Sauerland (Warschau) und die Vorstandsmitglieder Thomas Regehly, Offenbach a. M.,  Günther Bonheim, Maienfels, Thomas Isermann, Berlin und  Tobias Schlosser, Dortmund.
Der Görlitzer Viadukt Verlag, der Bücher über die Geschichte und Persönlichkeiten der Lausitz herausgibt, arbeitet mit der Internationalen Jacob Böhme Gesellschaft seit ihrer Gründung eng zusammen.
Zum Jubiläumsjahr 2024 unterstützte die Internationale Jacob Böhme Gesellschaft zahlreiche Gedenkveranstaltungen so die Uraufführung der Komposition ‘Ewiges Licht’ (Opus 125) des Komponisten Neithard Bethke in der Görlitzer Nikolaikirche. Das Werk wurde inspiriert durch Böhmes Schrift Aurora oder Morgenröte im Aufgang (1612) und die Lyrik des Böhme Verehrers Christian Knorr von Rosenroth.
Auch moderne filmische Auseinandersetzungen mit Böhmes Leben und Weltanschauung wurden von der Internationalen Jacob Böhme Gesellschaft gefördert, so der Film Morgenröte im Aufgang – Hommage à Jacob Böhme, ein Dokumentarfilm von vier unabhängigen Filmemachern, von denen Ronald Steckel der Gesellschaft besonders nahestand, und die Videoinstallation des Konzeptkünstlers Hans-Peter Klie unter dem Titel ‘Im Ungrund. Ein Höhlengleichnis’ (im Kustoshaus am Heiligen Grab, Görlitz).